# Trần Ngọc Ninh
Trần Ngọc Ninh (sinh năm 1923) là một nhà y khoa và nhà văn hoá người Việt, ông là Tổng trưởng Văn hoá Xã hội, đặc trách Giáo dục trong nội các chính phủ Việt Nam Cộng Hoà (1966-1967).

## Tiểu sử và sử nghiệp
Giáo sư Trần Ngọc Ninh sinh năm 1923 tại Hà Nội.
Ông theo học Y khoa tại Hà Nội, rồi sang Pháp tiếp tục học, đỗ Thạc sĩ Y khoa tại Pháp (1961).
Về nước, ông thành lập hai khoa giải phẫu xương và giải phẫu trẻ em: Phẫu nhi (Pediatric Surgery) và Phẫu khoa trực nhi (Orthopedic Surgery): đầu tiên tại Việt Nam, được xem là “khúc xương sống” của Y khoa miền Nam.
Ông cũng đã từng giữ chức vụ Tổng trưởng Văn hoá Xã hội, đặc trách Giáo dục, trong chính phủ Việt Nam Cộng Hoà (1966-1967).
Không những vừa giảng dạy vừa hành nghề y khoa, ông còn giảng dạy bộ môn Văn hoá và Văn minh Đại cương tại Viện Đại học Vạn Hạnh (1968-1975).  Ông còn có nhiều công trình khảo cứu thuộc Văn hoá, Văn minh, Ngôn ngữ và Văn chương như Những Vấn Đề Văn Hoá, Giáo Dục, Xã Hội (1966), Văn Hoá Dân Tộc Trước Những Nhu Cầu Của Đất Nước (1969), Đức Phật và Sự Cải Tạo Xã Hội (1971), Đức Phật Giữa Chúng Ta (1972). Năm 1974, ông in xong quyển thứ ba của bộ Cơ Cấu Việt Ngữ đồ sộ (dự trù là 8 quyển) thì miền Nam sụp đổ. Bộ sách này khảo cứu ngữ pháp Việt ngữ bằng cơ-cấu-pháp (structuralism), lúc ấy hãy còn là một trào lưu mới mẻ đối với ngữ lí học (linguistics) Việt Nam. Trong lãnh vực này, ông là người đi tiên phong (khai sơn phá thạch). Cho đến nay, cả trong lẫn ngoài nước, vẫn chưa có một công trình về ngữ pháp Việt Nam thứ hai dựa trên cơ-cấu-pháp, ít nhất với tầm vóc tương xứng với bộ Cơ Cấu Việt Ngữ.
Năm 1977, ông cùng gia đình vượt biên sang tị nạn tại Hoa Kỳ. Ngoài việc hành nghề y sĩ, ông vẫn tiếp tục khảo cứu về y khoa.
Năm 2000, ông tham gia Ban Cố Vấn Viện Việt-Học (Westminster, CA) do GS Nguyễn Đình Hoà thành lập. Từ 03/2003 đến 1/2008, ông đảm nhiệm chức vụ Viện trưởng Viện Việt Học.